# Condado de Osijek-Baranya
El condado de Osijek-Baranya (en croata: Osječko-baranjska županija) es un condado en Croacia, localizado en Eslavonia nororiental y en la región de Baranya. Su centro administrativo es la ciudad de Osijek; otras ciudades incluyen Đakovo, Našice, Valpovo, Belišće, Beli Manastir.

## Divisiones administrativas
El condado de Osijek-Baranya está dividido en:
- Ciudad de Osijek (centro administrativa)
- Ciudad de  Beli Manastir
- Ciudad de  Belišće
- Ciudad de  Donji Miholjac
- Ciudad de  Đakovo
- Ciudad de  Martin
- Ciudad de  Našice
- Ciudad de  Valpovo
- Municipio de Antunovac
- Municipio de Bilje
- Municipio de Bizovac
- Municipio de Čeminac
- Municipio de Čepin
- Municipio de Darda
- Municipio de Donja Motičina
- Municipio de Draž
- Municipio de Drenje
- Municipio de Đurđenovac
- Municipio de Erdut
- Municipio de Ernestinovo
- Municipio de Feričanci
- Municipio de Gorjani
- Municipio de Jagodnjak
- Municipio de Kneževi Vinogradi
- Municipio de Koška
- Municipio de Levanjska Varoš
- Municipio de Magadenovac
- Municipio de Marijanci
- Municipio de Petlovac
- Municipio de Petrijevci
- Municipio de Podravska Moslavina
- Municipio de Podgorač
- Municipio de Popovac
- Municipio de Punitovci
- Municipio de Satnica Đakovačka
- Municipio de Semeljci
- Municipio de Strizivojna
- Municipio de Šodolovci
- Municipio de Trnava, Croacia
- Municipio de Viljevo
- Municipio de Viškovci
- Municipio de Vladislavci
- Municipio de Vuka

## Parques naturales
El Parque natural Kopački Rit está localizado en este condado.